# Ben Mee
Benjamin Thomas Mee (Sale, Anglia, 1989. szeptember 21. –) angol labdarúgó, aki legutóbb a Brentfordban játszott, hátvédként.
Sean Dyche menesztése után 2022-ben játékos-edzőként átmenetileg a Burnley menedzsere volt.

## Pályafutása

### Manchester City
Mee a Manchester City ifiakadémiáján kezdett el futballozni, ahol 2008-ban csapatkapitánya volt annak az ificsapatnak, mely 2008-ban megnyerte az FA Youth Cupot. Ugyanebben az évben aláírta első profi szerződését a klubbal. A felnőtt csapatban 2010 nyarán, a City amerikai felkészülési túráján kapott lehetőséget, melyen az akkori menedzser, Roberto Mancini több fiatalt is pályára küldött. Mee a Portland Timbers és a New York Red Bulls elleni barátságos meccseken játszhatott. A 2010/11-es szezon előtt megkapta a 41-es mezszámot az első csapatnál, és szeptember 22-én tétmeccsen is bemutatkozhatott, a West Bromwich Albion ellen, a Ligakupában.
2011. január 1-jén a Manchester City menedzser, Sven-Göran Eriksson vezette Leicester City a szezon végéig kölcsönvette Mee-t. Két héttel később, a Millwall ellen debütált a csapatban. Március 12-én, a Scunthorpe United elleni győzelemhez profi pályafutása első gólpasszával járult hozzá. A Watford 4-2-es legyőzése során, április 25-én ismét gólpasszt adott.
2011. július 14-én a Burnley a teljes szezonra kölcsönvette Mee-t, aki elmondása szerint ottani teljesítményével szerette volna meggyőzni a Manchester City szakmai stábját, hogy visszatérése után több játéklehetőséget kaphasson. Öt nappal később, egy Bristol Rovers elleni felkészülési meccsen mutatkozott be. A bajnokságban augusztus 6-án debütált, a Watford ellen, végigjátszva a találkozót. November 11-én, az Ipswich Town 4-0-s legyőzése során nagy szerepe volt abban, hogy az ellenfél nem tudott gólt szerezni.

### Burnley
2012. január 10-én a Burnley menedzsere, Eddie Howe jelezte, hogy szívesen véglegesítené a hátvéd kölcsönszerződését. Az átigazolás január 17-én történt meg, ismeretlen összeg ellenében. Mee három és fél évre írt alá új csapatához. Február 27-én, a Reading ellen Noel Hunt lövésénél egy látványos mentéssel hívta fel magára a figyelmet. Szezonjának ezután idő előtt véget vetett egy csonttörés, a Portsmouth ellen 5-1-re megnyert mérkőzés során. A 2012/13-as idény első meccsén, a Millwall ellen nem kezdett jól, de végül megszerezte első gólját csapatban, hozzájárulva a 2-2-es végeredmény kialakulásához. A rivális Blackburn Rovers ellen később térdsérülést szenvedett, ami miatt több hétig nem játszhatott. 2013. március 11-én, a Hull City ellen tért vissza a pályára, csapata következő meccsén, a Blackurn ellen kiállították. Ezután ismét különböző sérülések hátráltatták, ami miatt ki kellett hagynia a szezon hátralévő részét.
A következő szezon előtti barátságos meccsek során Mee újabb térdsérülést szenvedett, ami miatt az első négy meccsen csak a cserepadra ülhetett le. A téli időszakban szintén ki kellett hagynia két hetet sérülés miatt, de mindezek ellenére is fontos szerepe volt abban, hogy csapata feljutott a Premier League-be. A 2014/15-ös évad elején Mee új, hároméves szerződést kötött a Burnleyvel. A szezon első meccsén, a Chelsea ellen mutatkozott be az angol élvonalban. Később, szintén a Chelsea ellen egy szöglet után egyenlített, ezzel 1-1-es döntetlent kiharcolva csapatának. A Burnley végül kiesett, de a 2015/16-os szezonban bajnokként visszajutott a Premier League-be, Mee minden bajnokin pályára lépett.

## Válogatott pályafutása
Mee 2010. november 16-án, egy Németország elleni barátságos mérkőzésen mutatkozott be az angol U21-es válogatottban.

## Sikerei, díjai
- Burnley FC
  - Football League Championship ezüstérem: 2013–14[34]
  - Football League Championship bajnok: 2015–16

## Külső hivatkozások
- Ben Mee pályafutásának statisztikái a Soccerbase oldalon (angolul)